# Den tyranniske fästmannen
Den tyranniske fästmannen (literalment "el marit tirànic") és una pel·lícula muda dramàtica sueca estrenada el 1912 i dirigida per Mauritz Stiller. El guió és basat en l'obra de teatre Bakom Kuopio de Gustaf von Numers.

## Sinopsi
Elias Petterson, un pastor vicari luterà al camp, i Naemi estan compromesos, tot i que ell la tracta malament, Naemi veu en ell l'home ideal. Un dia, la Lilli, la promesa d'Anders i defensora dels drets de les dones, va a visitar la Naemi i s'adona que l'Elias l'està tiranitzant. Lilli és impactant perquè fuma cigarrets i defensa la igualtat entre homes i dones. Les dues joves acompanyen l'Elias que ha de donar una conferència davant del club femení del poble; però el seu discurs reaccionari és rebutjat pel públic. La Naemi finalment s'adona qui és realment i decideix trencar el seu compromís. Elias roman sol, com un heroi abatut, com s'esmenta al final de la pel·lícula.

## Repartiment
- Mauritz Stiller: Elias Pettersson
- Ester Julin: Naemi
- Mabel Norrie: Lilli
- Jenny Tschernichin-Larsson: Esposa del degà
- Stina Berg: dona de la cambra
- Agda Helin: una feminista

## Producció
La pel·lícula es va projectar per primera vegada el 30 de desembre de 1912 als cinemes Röda Kvarn i Fenix d'Estocolm. L'obra Bakom Kuopio en la qual es va inspirar la pel·lícula és de l'autor suec de Finlàndia Gustaf von Numers i data de 1890. Es va representar per primera vegada a Suècia, el 29 de març de 1911, al Lilla Teatern d'Estocolm.
La fotografia és obra de Julius Jaenzon a l'estudi del teatre suec Biograft i els seus voltants, a Lidingö. Stiller havia dirigit el muntatge teatral i havia fet el paper del pastor vicari; fins i tot Ester Julin havia fet el mateix paper a l'obra que a la pel·lícula.